# الانتخابات الرئاسية التركية 1923
الانتخابات الرئاسية التركية 1923 وهي انتخابات على صعيد الجمعية الوطنية الكبرى لاختيار رئيس الجمهورية عبر التصويت النيابي وفقا للدستور والتي جرت بتاريخ 29 أكتوبر 1923 مباشرة بعد إعلان قيام الجمهورية التركية، وإلغاء السلطنة العثمانية مع الإبقاء على الخلافة الإسلامية. انتخب رئيس الجمعية الوطنية الكبرى مصطفى كمال باشا (أتاتورك) رئيسا للجمهورية، لم يتقدم أي منافس على المنصب كما حضر 158 نائبا من اصل 281 للجلسة العمومية.

## التصويت
| إنتخاب رئيس الجمهورية التركية 29 أكتوبر 1923 | إنتخاب رئيس الجمهورية التركية 29 أكتوبر 1923 | إنتخاب رئيس الجمهورية التركية 29 أكتوبر 1923 | إنتخاب رئيس الجمهورية التركية 29 أكتوبر 1923 | إنتخاب رئيس الجمهورية التركية 29 أكتوبر 1923 |
| -------------------------------------------- | -------------------------------------------- | -------------------------------------------- | -------------------------------------------- | -------------------------------------------- |
| عدد أعضاء المجلس                             | عدد أعضاء المجلس                             | عدد أعضاء المجلس                             | عدد أعضاء المجلس                             | 281                                          |
| الحاضرون في التصويت                          | الحاضرون في التصويت                          | الحاضرون في التصويت                          | الحاضرون في التصويت                          | 158                                          |
| الغائبون عن التصويت                          | الغائبون عن التصويت                          | الغائبون عن التصويت                          | الغائبون عن التصويت                          | 123                                          |
| الأصوات الباطلة أو الإمتناع                  | الأصوات الباطلة أو الإمتناع                  | الأصوات الباطلة أو الإمتناع                  | الأصوات الباطلة أو الإمتناع                  | 0                                            |
| المترشح                                      | الإنتماء الحزبي                              | النتيجة                                      | النسبة                                       | نسبة المشاركة                                |
| مصطفى كمال باشا                              | حزب الشعب الجمهوري                           | 158                                          | 100%                                         | 56,2%                                        |